# Jægerspris Mølle
Jægerspris Mølle er en hollandsk vindmølle i Jægerspris, 5 km vest for Frederikssund. I 1830erne blev Holtens Mølle i Odsherred flyttet til Jægerspris, men den brændte i 1854; det var samme år som Frederik 7. overtog Jægerspris Slot og sammen med det den nedbrændte mølle. Han lod 1854-55 opføre en ny stor ottekantet mølle med løgformet hat og et vingefang på 24 meter. I 1924 knækkede vingeakslen, så i stedet for en ny aksel og nye vinger blev der installeret en dieselmotor til at trække kværnene.
Møllen var i drift som kornmølle til 1954. Efter restaurering blev møllen i 1969 indviet som arbejdende museumsmølle, med nye vinger. Et lynnedslag brækkede den ene vinge i i 2001, men i 2003 var den restaureret.

## Eksterne kilder og henvisninger
- Om Jægerspris Mølle Arkiveret 2. februar 2022 hos  Wayback Machine på Historisk Forening i Jægerspris' websted.
- Jægerspris Mølle i Den Store Danske på Lex.dk

55°50′54.32″N 11°59′15.6″Ø / 55.8484222°N 11.987667°Ø